# Мамонова, Ината Дмитриевна
Ината (Инната) Дмитриевна Мамонова (1935—2010) — советский и российский учёный, доктор экономических наук, профессор. Стояла у истоков банковского аудита в России, подготовила немало студентов, магистрантов, аспирантов и аудиторов. Участвовала в переподготовке руководящих работников Банка России.
Автор ряда работ.

## Биография
Родилась 30 мая 1935 года в селе Пороги Лесного района Калининской (ныне Тверской) области.

### Образование
- 1953 год — окончила школу;
- 1953 год — поступила в Московский финансовый институт (МФИ, ныне Финансовый университет при Правительстве РФ), который окончила с отличием по специальности «Финансы и кредит».

### Научная степень
- 1965 год — защитила кандидатскую диссертацию на тему «Роль Госбанка в укреплении платежной дисциплины»[1] в МФИ;
- 1990 год — защитила докторскую диссертацию и присвоено звание доктора экономических наук.

### Научное звание
- 1971 год — доцент;
- 1993 год — профессор;
- член-корреспондент Академии экономических наук и предпринимательской деятельности России;
- академик Российской Народной академии наук.

### Работа
- с 1957 года — работала в Бауманском отделении Госбанка города Москвы. Затем была переведена в центральный аппарат правления Госбанка СССР, в планово-экономическое управление, отдел отраслевых финансов;
- десять лет проработала в Госбанке, пройдя путь от консультанта до заместителя начальника отдела научных исследований;
- 1971 год — поступила на работу в Московский финансовый институт, где ей было присвоено ученое звание доцента;
- заместитель заведующего кафедрой по методической работе, выполняла общественные поручения;
- секретарь партбюро кредитно-экономического факультета в МФИ;
- декан по работе с иностранными учащимися МФИ;
- участвовала в зарубежных научных командировках и стажировках[2].

### Достижения
- За годы своей деятельности Ината Мамонова опубликовала ряд научных и методических работ, включая монографии «Эффективность банковского кредита», «Банк и платежная дисциплина».

### Награды
- 1999 год — награждена премией Президента РФ в области образования за создание монографии «Банковская система России. Настольная книга банкира»;[3]
- «В память 850-летия Москвы»;
- «Почетный работник высшего профессионального образования Российской Федерации»;
- Юилейная медаль в связи с 50-летием Госбанка СССР.

### Смерть
Умерла 7 июня 2010 года в Москве. В Финансовом университете на ул. Кибальчича, где работала Ината Дмитриевна, есть аудитория ее имени.